# 渔夫与塞壬
渔夫与塞壬（The Fisherman and the Syren）是弗雷德里克·雷顿的一幅油画，第一次展出于1858年。画作现藏于布里斯托尔城市博物馆与美术馆。
画中有两个人物，年轻的西西里渔夫靠着海边灰色的岩石上睡着了，他肤色黝黑，深色卷发，半裸身体，身上只有一块红色的腰布，身下是一块紫色的窗帘。水仙女全身赤裸，披着金色的长发，搂着渔夫的脖子。
画作的题材取自于约翰·沃尔夫冈·冯·歌德写于1779年的一首民谣《渔夫》（Der Fischer）。